# BBC Lifestyle
BBC Lifestyle – brytyjska stacja telewizyjna lifestyle dla pań. Kanał należy do spółki BBC Worldwide, wystartował we wrześniu 2007 i jest dostępny wyłącznie w Azji w Singapurze, w Hongkongu i w Europie. BBC Lifestyle ma zastąpić kanał BBC Food, który jest nadawany w Południowej Afryce i Skandynawii.
Dzisiejsze logo BBC Lifestyle wygląda tak: czarne logo BBC, pod nim czarny napis "lifestyle".

## Emisja w Polsce
W Polsce kanał wystartował 2 grudnia 2007 roku i był dostępny na platformie cyfrowej n na kanale 134, oraz w wybranych telewizjach kablowych. Za dostępność kanału w Polsce odpowiada BBC Worldwide. Kanał nadawany jest w pełnej polskiej wersji lektorskiej przez całą dobę. Swój program nadaje w dwóch językach polskim i angielskim. Ramówkę kanału wypełniają filmy o zdrowiu, urodzie, kuchni, modzie, domu oraz o opiece nad dziećmi, ich rozwoju i zdrowiu. BBC Lifestyle oferuje także blogi w których nadawane są różne programy. Np. Pomysł na obiad, i wiele innych. 11 czerwca 2012 stacja przeszła na nadawanie w formacie 16:9. 12 grudnia 2016 została uruchomiona wersja HDTV tego kanału; 19 grudnia 2016 BBC Lifestyle HD zastąpił wersję SDTV w Platforma Canal+, a 23 grudnia 2016 w platformie Cyfrowy Polsat.